# 卡式炉

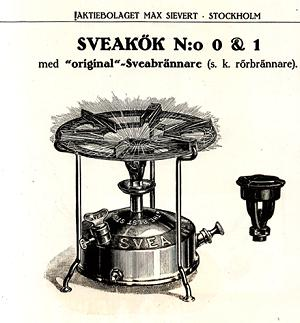
卡式炉

卡式炉是一种便携、非固定以及轻便的烹饪炉，主要用于飯店、露营、野餐、外燴、背包旅行、火鍋、野外醫院等場景。人們通過罐装丁烷气來讓卡式炉生火。不過卡式炉具爆炸的風險，有時會造成人員受傷。